# المسن (صعدة)
المسن هي إحدى قرى الجمهورية اليمنية. تتبع جغرافيا لمحافظة صعدة وإداريًا لمديرية رازح. يبلغ تعداد سكانها 1112 نسمة حسب الإحصاء الذي أجري عام 2004.